# Пехтерево
Пехтерево (бел. Пехцерава) — посёлок в Чечерском районе Гомельской области Белоруссии. Входит в состав Залесского сельсовета.
На севере граничит с Чечерским биологическим заказником.

## География

### Расположение
В 12 км на восток от Чечерска, 49 км от железнодорожной станции Буда-Кошелёвская (на линии Гомель — Жлобин), 77 км от Гомеля.

### Гидрография
На востоке начинается и через посёлок течёт река Молинка (приток реки Покать).

## Транспортная сеть
Рядом автодорога Полесье — Чечерск. Планировка состоит из короткой, чуть искривлённой меридиональной улицы, застроенной двусторонне, деревянными усадьбами.

## История
Основан в начале XX века переселенцами из соседних деревень. В 1930 году организован колхоз. Во время Великой Отечественной войны оккупанты вывезли в Германию 6 жителей. 11 жителей погибли в годы Великой Отечественной войны. Согласно переписи 1959 года в составе совхоза «Беляевский» (центр — деревня Беляевка).

## Население

### Численность
- 2004 год — 16 хозяйств, 28 жителей.

### Динамика
- 1959 год — 119 жителей (согласно переписи).
- 2004 год — 16 хозяйств, 28 жителей.